# Darwiniphora integricilia
Darwiniphora integricilia är en tvåvingeart som först beskrevs av Schmitz 1929.  Darwiniphora integricilia ingår i släktet Darwiniphora och familjen puckelflugor. Inga underarter finns listade i Catalogue of Life.